# Adicella starmuehlneri
Adicella starmuehlneri är en nattsländeart som beskrevs av Malicky 1979. Adicella starmuehlneri ingår i släktet Adicella och familjen långhornssländor. Inga underarter finns listade i Catalogue of Life.